# Gérson (filho de Moisés)

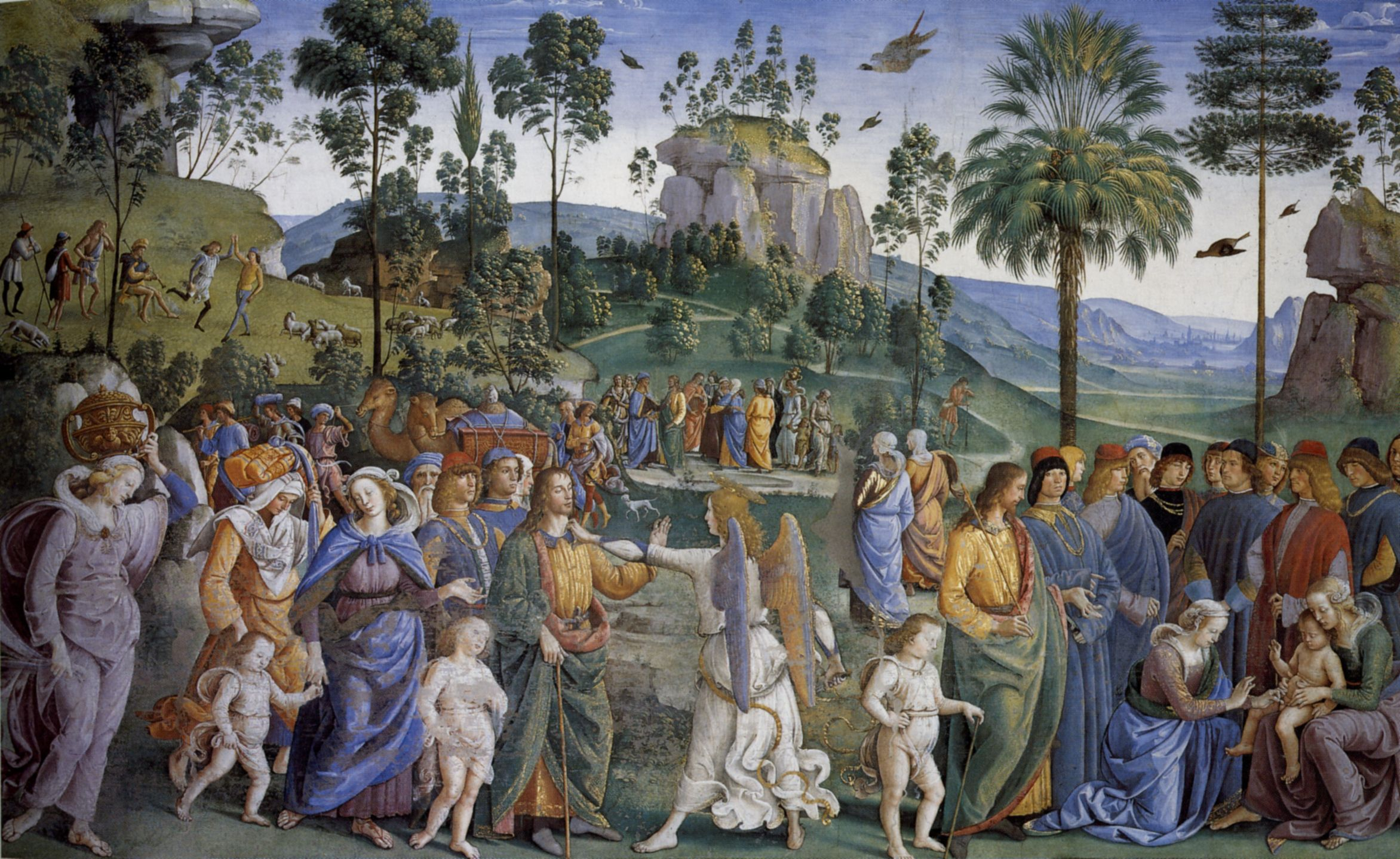
Viagem de Moisés ao Egito por Pietro Perugino, c. 1482.
Zípora está de azul com seus filhos no lado esquerdo da imagem e ajoelhada à direita, circuncidando seu filho.

Gersão, Gérson ou Gersam (em hebraico: גֵּרְשֹׁם, hebraico moderno Gershom, hebraico tiberiano Gēršōm, "há um peregrino", hospede, de passagem, leigo em latim: Gersam) que é o mesmo que Gaston, era o filho primogênito de Moisés e Zípora. O nome parece significar um peregrino (גר שם ger sham), o texto defende que tenha sido uma referência à migração de Moisés do Egito. Estudiosos bíblicos consideram o nome como sendo essencialmente o mesmo Gersão que às vezes é listado pelo livro das Crônicas, como fundador de uma das principais facções levita. Estudiosos de textos atribuem a descrição de Gersão a um texto de origem diferente para a genealogia que envolve Gersão.
A passagem em Êxodo de Moisés e Zípora alcançando uma estalagem, contém quatro das frases mais ambígua e estranhas no texto bíblico. O texto parece sugerir que algo, talvez Deus ou um anjo, ataca Gersão ou Moisés, até uma circuncisão ser realizada por Zípora em qualquer dos dois homens que estavam sendo atacados, ou seria atacando Moises até que Gersão e Eliézer seus dois filhos fossem circuncidados, ou seja retirar o prepúcio, que é a pele que recobre a glande (extremidade do pênis).